# Фулвио Пеа
Фулвио Пеа (на италиански език - Fulvio Pea) е италиански футболен треньор, спортно-технически директор на българският тим ФК Хебър (Пазарджик).

## Спортна биография
Pea е роден в Казалпустерленго, Италия. Става треньор по футбол, без да има никакъв опит като футболист, през 1989 г., ставайки наставник на младежите на Фанфула, когато беше е на 22 годишна възраст. По-късно поема същата роля в базирания в Милано младежки клуб Алчионе. През 1998 г. той е назначен да води младежката формация на Интер. Няколко години по-късно заема същата роля в Равена. 
През 2001 г. той се премества в България, за да се присъедини към екипа на легендата Луиджи Симони, който по това време става старши треньор на първият тим на ПФК ЦСКА (София), като става треньор в Академията на ЦСКА.
По-късно става треньор на различни формации в Анкона, Наполи и Сиена, под ръководството на Симони. 
През 2005 г. той за първи път става старши треньор на мъжки тим, като старшия на Лукезе, където Луиджи Симони заема поста технически директор.
През юни 2007 г. той е назначен за нов треньор на младежите в Примавера на Сампдория от Джузепе Марота, като печели Националния шампионат на Примаверата и Купата на Италия Примавера през 2008 г. 
През 2009 г. той напуска Сампдория, за да стане треньор на младежите от Примаверата на Интер , като успява да спечели  шампионата "Торнео ди Виареджо" през 2011 г.
През 2011 застава начело на Сасуоло, като с клуба заема трето място в Серия "Б", като губи плейофа за влизане в Серия А. През юни 2012 поема Падуа, оставайки начело до юли 2013. В периода 2014/2015 е начело на Монца, като спасява закъсалият финансово тим от изпадане.
През 2015 година става начело на Кремонезе, а от юли 2016 до април 2018 е на кормилото на Про Пиаченца.
През 2018 е отговорник за Академията на Ливорно, а от юли 2019 до 29 март 2021 г. е на същия пост в ФК Дзянсу, Китай. 
От 18 април 2021 г. е старши треньор на ФК Нанджин, Китай, където остава до 7 март 2022 г.. 
На 13 юни 2022 подписва като старши треньор на новака в Първа лига ФК Хебър (Пазарджик), а за негов помощник е назначен бившият национал на България Владимир Манчев.